# 大森隆雄
大森 隆雄（おおもり たかお、1948年（昭和23年）9月13日 - 2009年（平成21年）8月15日）は、日本の政治家。愛媛県大洲市長、大洲市議会議員などを歴任した。

## 概要
愛媛県大洲市生まれ。農業協同組合職員を経て、1978年（昭和53年）旧大洲市の市議会議員に当選して政界入り、以後連続7期務めた。
平成の大合併で新設合併により誕生した2005年（平成17年）の新・大洲市の市長選挙に出馬、旧大洲市長ら2人を破り、初当選。2009年（平成21年）には新人を退け、2期目の当選を果たしたものの、任期途中に60歳で病没した。
市長在任中は、懸案であった大洲市立図書館の整備、循環バスの運行開始のほか、農産物直売所の整備などに道筋をつけた。山鳥坂ダム問題に関しては、水害防止等の観点から推進の立場であった。愛媛県土木部長（国土交通省出身）を務め、河川行政にも明るい清水裕を副市長に招いた。清水は職務執行代理者を務め、大森の死去に伴う市長選挙に当選した。

## 経歴
- 1967年（昭和42年） - 愛媛県立大洲農業高等学校卒業。
- この間、農業協同組合に勤務。
- 1978年（昭和53年） - 大洲市議会議員当選、以後7期連続当選。
- 2005年（平成17年） - 大洲市長当選。
- 2006年（平成18年）7月 - 生体肝移植出術を受ける。
- 2009年（平成21年）1月 - 大洲市長に再選。
- 2009年（平成21年）5月 - 再入院。同年8月初め辞職届を提出。
- 2009年（平成21年）8月15日 - 肝不全のため東温市内の病院で死去。同年9月3日大洲市民会館にて市葬が営まれる。正五位旭日小綬章の叙位叙勲。